# گری مدل
گری مدل (اسپانیایی: Gary Medel‎؛ زاده ۳ اوت ۱۹۸۷) یک بازیکن فوتبال اهل شیلی است.

## تیم ملی
وی همچنین در تیم ملی فوتبال شیلی بازی کرده است.